# Koloskí (Saki)
|  | Per a altres significats, vegeu «Koloskí». |

Koloskí (en ucraïnès: Колоски) és un poble de la República Autònoma de Crimea a Ucraïna, que el 2014 tenia 1.116 habitants. Pertany al districte rural de Saki.